# Estação Maria da Graça (SuperVia)
Maria da Graça foi uma estação de trem do Rio de Janeiro. A estação ficava no atual ramal de Belford Roxo entre as estações de Jacarezinho e Del Castilho, e perto do atual estação do metrô Maria da Graça, no bairro de Maria da Graça. Foi desativada em setembro de 1971.
Atualmente a estação se encontra-se desativada e os trilhos separada por um muro.